# San Genesio ed Uniti
San Genesio ed Uniti là một đô thị ở tỉnh Pavia trong vùng Lombardia của Ý, có cự ly khoảng 25 km về phía nam của Milan và khoảng 11 km về phía đông bắc của Pavia. Tại thời điểm ngày 31 tháng 12 năm 2004, đô thị này có dân số 3.567 người và diện tích là 9,0 km².
San Genesio ed Uniti giáp các đô thị sau: Borgarello, Bornasco, Giussago, Pavia, Sant'Alessio con Vialone, Zeccone.